# بغداره
بغداره (به انگلیسی: Baghdara) یک منطقهٔ مسکونی در پاکستان است که در خیبر پختونخوا واقع شده‌است. بغداره ۱٬۰۱۷ متر بالاتر از سطح دریا واقع شده‌است.